# Atriplex leucoclada
Atriplex leucoclada là loài thực vật có hoa thuộc họ Dền. Loài này được Boiss. mô tả khoa học đầu tiên năm 1853.